# Daisy Earles
Daisy Earles (29 de abril de 1907 – 15 de marzo de 1980) fue una mujer alemana que padecía enanismo y emigró a los Estados Unidos en la década de 1920. Trabajó en películas de Hollywood en California y más tarde fue contratada por compañías de circo. Su dos hermanas y un hermano trabajaron con ella y eran conocidos como The Doll Family (La Familia de Muñecos). Daisy Earles era rubia, bella, y la más alta de los hermanos, su figura estaba casi en la frontera entre enanismo y baja estatura, lo que le brindó el apodo de la "Mae West en miniatura". Su rol en el circo junto a sus hermanos constaba en ser "Los intérpretes del desfile".

## Biografía
Daisy Earles nació como Hilda Emma Schneider el 29 de abril de 1907, en Stolpen, Alemania. Sus padres fueron Emma y Gustav Schneider los cuales tuvieron siete hijos. Cuatro de ellos tenían una altura menor a la promedio, quienes emigraron a los Estados Unidos como artistas circenses. Los demás al tener alturas promedio, continuaron viviendo en Alemania. Daisy y sus hermanos fueron inclinados por su padre para trabajar en el campo del divertimento aprovechando su enanismo hipofisario o proporcionado, menos habitual que la acondroplasia o enanismo desproporcionado. Los hermanos mayores de Daisy, Kurt y Frieda, fueron los primeros que emigraron a California en 1916 después de haber conocido a Bert W. Earles y su mujer, quiénes fueron sus agentes. Los dos hermanos habían trabajado en Alemania como Los 'Muñecos Bailarines' pero cambiaron sus nombres a Harry y Grace para actuar en los espectáculos y películas estadounidenses y adoptaron el apellido "Earles" de su promotor. Su primera coreografía de baile fue para el espectáculo del Buffalo Bill Show con los roles de "Hansel y Gretel" en el que eran presentados como "La pareja de baile más pequeña del mundo". Hilda, quién más tarde fue conocida como Daisy Earles, se unió luego a su hermano y hermana en California en los años 1920. Su otra hermana, Elly, también se reunió poco después, en 1926, con ellos y fue llamada "Tiny" (Minúscula, en inglés; era la más pequeña de las chicas pues medía lo mismo que Harry, 99 cm), debido a su aspecto. Los cuatro hermanos dejaron el apellido "Earles" cambiándolo a "Doll" luego de la muerte de su representante, Earles, en 1935.
Daisy Earles actuó con un pequeño papel con su hermano en la película muda de Tod Browning The Unholy Three (1925), solo Harry participó en la posterior versión sonora.
Daisy Earles obtuvo un papel principal en 1932 en la cinta Freaks, con su hermano Harry; la película se basaba en la novela "Spurs", escrita por Tod Robbins. La película fue calificada de terror y estrenada en EE. UU. con muchos cortes, y prohibida en Inglaterra y Canadá al ser considerada como "brutal y grotesca". Solo empezó a ser valorada desde los años 60, pronto convirtiéndose en una película de culto.
Earles, junto con sus hermanas Tiny y Grace, y su hermano Harry, actuaron como extras en un baile y canción a lo largo del camino de baldosas amarillas como "Munchkins" en El mago de Oz (1939). Aun así, no se les menciona en los créditos de la película individualmente, sino como "Los Enanos Cantantes" o "Los Munchkins" como si fueran una especie de novedad o fantasía. Todos eran entonces actores cinematográficos que habían trabajado en algunas comedias de Laurel y Hardy, a pesar de considerarlos solo como parte del género teatral como los "The Doll Family". Otra película en la que Daisy Earles actuó fue en 1952 El mayor espectáculo del mundo en la cual nuevamente su nombre no aparece en los créditos. Aun así, por su rol en esta película ganó un premio por sus fotos publicitarias. En 1928, había actuado en la película Matrimonio de Tres Anillos.
Earles y sus hermanos se retiraron de la actuación en películas en 1940. Pero empezaron a trabajar para el circo Ringling Brothers and Barnum & Bailey Circus donde actuaron como "intérpretes de desfile" en sus carpas itinerantes. Finalmente se retiraron en 1958.
Luego de su retiro, Earles vivió en Sarasota, Florida con su tres hermanos. Mucho después de la muerte de Earles el 15 de marzo de 1980, en Sarasota, surgieron tres documentales dedicados a ella y sus hermanos: Freaks Uncensored! (1999), Ce nain que je ne saurais voir! (2015, una película de televisión), y Schlitzie: Uno de los Nuestros (2015).
Se dice que Franz Taibosh, un afrikáner, tuvo un amorío con ella, aunque no lo alentó, pues Earles se encontraba casada con quién trabajó como chófer y seguridad para toda su familia.